# William Kotzwinkle
William Kotzwinkle (Scranton, 1938 o nel 1943) è uno sceneggiatore e scrittore statunitense, autore di oltre quaranta romanzi e racconti per adulti e bambini, tradotti in una dozzina di lingue (perfino in latino).
Tra questi Doctor Rat (1977) – premiato con il World Fantasy Award – e l'adattamento letterario di E.T. l'extra-terrestre. Ha vinto anche il National Magazine Award. Kotzwinkle vive con la moglie su un'isola lungo le coste del Maine.

## Opere
Sono stati tradotti in italiano L'uomo del ventilatore (Longanesi, 1978), La gazzetta di mezzanotte (Leonardo, 1992), E.T. Il libro del pianeta verde (Sperling&Kupfer, 1985), L'orso che viene dalla montagna (Zero91, 2011), E cadde la neve (Zero91, 2012).

### Romanzi
- The Firemen (1969)
- Elephant Boy: A Story of the Stone Age (1970)
- The Day the Gang Got Rich (1970)
- The Ship That Came Down The Gutter (1970)
- The Return of Crazy Horse (1971)
- Hermes 3000 (1972)
- The Supreme, Superb, Exalted and Delightful, One and Only Magic Building (1973)
- L'uomo del ventilatore (The Fan Man, 1974)
- Night Book (1974)
- Up the Alley with Jack and Joe (1974)
- E cadde la neve (Swimmer in the Secret Sea, 1975)
- Doctor Rat (1976)
- The Leopard's Tooth (1976)
- Fata Morgana (1977)
- The Ants Who Took Away Time (1978)
- Herr Nightingale And the Satin Woman (1978)
- Dream of Dark Harbor: A Ghostly Sea Story (1979)
- The Nap Master (1979)
- Jack in the Box (1980) (rititolato Book of Love per l'uscita del film I ragazzi degli anni '50 che ne è stato tratto)
- Christmas at Fontaine's (1982)
- Superman III (1983) (trasposizione letteraria del film omonimo)
- Great World Circus (1983)
- Queen of Swords (1983)
- Seduction in Berlin (1985)
- The Exile (1987)
- La gazzetta di mezzanotte (The Midnight Examiner, 1989)
- The Game of Thirty (1994)
- The Million-Dollar Bear (1995)
- L'orso che viene dalla montagna (The Bear Went Over the Mountain, 1996)
- The Amphora Project (2005)

### Racconti
- Elephant Bangs Train (1971)
- The Oldest Man: And Other Timeless Stories (1971)
- Trouble in Bugland: A Collection of Inspector Mantis Mysteries (1983)
- Jewel of the Moon (1985)
- Hearts of Wood: And Other Timeless Tales (1986)
- The Hot Jazz Trio (1989)
- Tales from the Empty Notebook (1995)

### Racconti brevi
- "The Curio Shop" (1980)
- "Fragments of Papyrus from the Temple of the Older Gods" (1988)
- "Blues on the Nile: A Fragment of Papyrus" (1989)
- "Boxcar Blues" (1989)
- "Django Reinhardt Played the Blues" (1989)
- "Horse Badorties Goes Out" (1973)

### Sceneggiature
- Nightmare 4: Il non risveglio (1988)
- I ragazzi degli anni '50 (Book of Love, 1990) (tratto dal suo romanzo Jack in the Box)

### Serie diE.T. L'Extra-Terrestre
- E.T. L'Extra-Terrestre (1982) (con Melissa Mathison)
- E.T. Il libro del pianeta verde (E.T.: The Book of the Green Planet, 1985)

### Libri per bambini
- The World Is Big and I'm So Small (1986)
- Walter the Farting Dog (con Glenn Murray) (illustrato da Audrey Colman)
  - Walter the Farting Dog (2001) ISBN 1-583-94053-7
  - Walter the Farting Dog: Trouble at the Yard Sale (2004) ISBN 0-525-47217-7 (questo libro è uscito anche con il titolo Walter the Farting Dog Farts Again)
  - Rough Weather Ahead for Walter the Farting Dog (2005) ISBN 0-525-47218-5
  - Walter the Farting Dog goes on a Cruise (2006) ISBN 0-525-47714-4
  - Walter The Farting Dog: Banned From the Beach (June 21, 2007) ISBN 0-525-47812-4 (scritto con Elizabeth Gundy)
  - Walter, Canis Inflatus (2004) ISBN 1-583-94110-X